# Caleb McLaughlin
Caleb Reginald McLaughlin (Carmel, 13 ottobre 2001) è un attore statunitense.
Famoso per aver interpretato il ruolo di Lucas Sinclair nella serie tv Netflix Stranger Things.

## Biografia
McLaughlin è cresciuto a Carmel, New York. Ha frequentato la Kent Primary School e in seguito ha frequentato la George Fischer Middle School per un anno. Ha studiato danza per un anno alla Happy Feet Dance School a Carmel.

## Carriera
Ha iniziato la sua carriera quando è apparso in un'opera intitolata Lost in the Stars a Cooperstown, New York, al Glimerglass Opera House. Dal 2012 al 2015 ha interpretato il giovane Simba nel musical The Lion King. Per questo ruolo è stato candidato agli Young Artist Awards 2014 come Miglior performance teatrale - Giovane attore.
Nel 2016 ha interpretato Jay-Jay in tre episodi della serie Shades of Blue, mentre nello stesso anno viene scelto per il ruolo di Lucas Sinclair, uno dei protagonisti di Stranger Things. Nel 2017 McLaughlin è apparso nella miniserie The New Edition Story, nei panni del giovane Ricky Bell.

## Filmografia

### Attore

#### Cinema
- High Flying Bird, regia di Steven Soderbergh (2019)
- Concrete Cowboy, regia di Ricky Staub (2020)
- Il vangelo secondo Clarence (The Book of Clarence), regia di Jeymes Samuel (2023)
- The Deliverance - La redenzione (The Deliverance), regia di Lee Daniels (2024)
- American Dream: The 21 Savage Story, regia di Stephen Glover (2024)
- Shooting Stars regia di Chris Robinson

#### Televisione
- Law & Order - Unità vittime speciali (Law & Order: Special Victims Unit) – serie TV, episodio 14x19 (2013)
- Unforgettable – serie TV, episodio 3x01 (2014)
- Forever – serie TV, episodio 1x05 (2014)
- Shades of Blue – serie TV, 3 episodi (2016)
- Blue Bloods – serie TV, episodio 7x05 (2016)
- Stranger Things – serie TV, 33 episodi (2016-2022)
- The New Edition Story – serie TV, 3 episodi (2017)

### Doppiatore
- Final Space – serie animata, episodio 1x04 (2018)
- Summer Camp Island – serie animata, episodio 1x08 (2018)

## Doppiatori italiani
Nelle versioni in italiano nelle opere in cui ha recitato, Caleb McLaughlin è stato doppiato da:
- Luca De Ambrosis in Stranger Things, Concrete Cowboy, The Deliverance - La redenzione
- Riccardo Suarez in High Flying Bird
- Mosè Singh in Nickelodeon Kids' Choice Awards
- Ezzedine Ben Nekissa ne I segnalibri: voci nere da ascoltare
- Federico Campaiola ne Il vangelo secondo Clarence